# Prova Ciclística 9 de Julho
La Prova Ciclistica 9 de Julho est une course cycliste brésilienne disputée sur l'Autodromo José Carlos Pace dans la banlieue de São Paulo. Créée en 1933, elle commémore la Révolution constitutionnaliste de 1932. Elle a fait partie de l'UCI America Tour de 2005 à 2009, en catégorie 1.2.
L'édition 2019 est annulée.

## Palmarès[3]

### Course masculine
| Année     | Vainqueur               | Deuxième          | Troisième          |
| --------- | ----------------------- | ----------------- | ------------------ |
| 1933      | José Magnani            |                   |                    |
| 1934      | José Magnani            |                   |                    |
| 1935      | Amélio Sorto            |                   |                    |
| 1936      | Luiz Lima               |                   |                    |
| 1937      | Rolando Montesi         |                   |                    |
| 1938      | Rolando Montesi         |                   |                    |
| 1939      | Arthur Ferreira         |                   |                    |
| 1940      | José Magnani            |                   |                    |
| 1941-1946 | pas de course           | pas de course     | pas de course      |
| 1947      | Rolando Montesi         |                   |                    |
| 1948      | Jorge Olivera           |                   |                    |
| 1949      | Fernando Moreira        |                   |                    |
| 1950      | José Taccone            |                   |                    |
| 1951      | Pedro Salas             |                   |                    |
| 1952      | Alves Barbosa           |                   |                    |
| 1953-1954 | pas de course           | pas de course     | pas de course      |
| 1955      | Alves Barbosa           |                   |                    |
| 1956      | Antônio Alba            |                   |                    |
| 1957      | Arthur Coelho           |                   |                    |
| 1958      | Cláudio Rosa            |                   |                    |
| 1959      | Luigi Cussigh           |                   |                    |
| 1960      | Ruben Etchebarne        |                   |                    |
| 1961      | Cláudio Rosa            |                   |                    |
| 1962      | José Élcio Corá         |                   |                    |
| 1963      | Tércio Andrade          |                   |                    |
| 1964      | Antônio Ferreira        |                   |                    |
| 1965      | Luiz Carlos Fonseca     |                   |                    |
| 1966-1968 | pas de course           | pas de course     | pas de course      |
| 1969      | Luiz Carlos Flores      |                   |                    |
| 1970      | Saúl Alcántara          |                   |                    |
| 1971      | Miguel Duarte Silva     |                   |                    |
| 1972      | José Brave              |                   |                    |
| 1973      | Saúl Alcántara          |                   |                    |
| 1974      | Juan Carlos Haedo       |                   |                    |
| 1975      | Héctor Rondán           |                   |                    |
| 1976      | Roberto Castromán       |                   |                    |
| 1977      | Miguel Duarte Silva     |                   |                    |
| 1978      | Edgar Cueto             |                   |                    |
| 1979      | Sergio Aliste           |                   |                    |
| 1980      | Jair Braga              |                   |                    |
| 1981      | Gilson Alvaristo        |                   |                    |
| 1982      | Ailton Souza            |                   |                    |
| 1983      | Gabriel Rodrigues       |                   |                    |
| 1984      | Gilson Alvaristo        |                   |                    |
| 1985      | Ailton Souza            |                   |                    |
| 1986      | Marcos Mazzarón         |                   |                    |
| 1987      | Antonio Silvestre       |                   |                    |
| 1988      | Ailton Souza            |                   |                    |
| 1989      | Wanderley Magalhaes     |                   |                    |
| 1990      | Wanderley Magalhaes     |                   |                    |
| 1991      | Wanderley Magalhaes     |                   |                    |
| 1992      | Márcio May              |                   |                    |
| 1993      | Jamil Suaiden           |                   |                    |
| 1994      | Fabio Veloso            |                   |                    |
| 1995      | Hernandes Quadri Júnior |                   |                    |
| 1996      | Valdir Lermen           |                   |                    |
| 1997      | Valdir Lermen           |                   |                    |
| 1998      | Luciano Pagliarini      |                   |                    |
| 1999      | Patrique Azevedo        |                   |                    |
| 2000      | Murilo Fischer          |                   |                    |
| 2001      | Nilceu Santos           |                   |                    |
| 2002      | Rodrigo Mello           |                   |                    |
| 2003      | John Lieswyn            |                   |                    |
| 2004      | Nilceu Santos           |                   |                    |
| 2005      | Roberson Silva          | Armando Camargo   | Nilceu dos Santos  |
| 2006      | Renato Seabra           | Rafael Andriato   | Antônio Nascimento |
| 2007      | Rafael Andriato         | Robson Dias       | Francisco Chamorro |
| 2008      | Michel Fernández        | Bruno Tabanez     | Jean Carlo Coloca  |
| 2009      | Bruno Tabanez           | Jean Carlo Coloca | Francisco Chamorro |
| 2010      | Francisco Chamorro      | Nilceu dos Santos | Raphael Mancini    |
| 2011      | Roberto Pinheiro        | Edgardo Simón     | Glauber Nascimento |
| 2012      | Francisco Chamorro      | Héctor Aguilar    | Rodrigo Melo       |
| 2013      | Roberto Pinheiro        | João Gaspar       | Rodrigo Melo       |
| 2014      | Flávio Santos           | Sidnei Fernandes  | Alex Diniz         |
| 2015      | Joel Prado Júnior       | João Gaspar       | Kléber Ramos       |
| 2016      | Joel Prado Júnior       | Bruno Tabanez     | Roberto Pinheiro   |
| 2017      | Caio Godoy              | Joel Prado Júnior | Rodrigo Melo       |
| 2018      | Francisco Chamorro      | Rafael Andriato   | Rodrigo Melo       |
| 2019-2021 | pas de course           | pas de course     | pas de course      |
| 2022      | Kacio Freitas           | Lauro Chaman      | Francisco Chamorro |
| 2023      | Francisco Chamorro      | Kacio Freitas     | Lauro Chaman       |

### Course féminine
| - 1989 : Cibele Santini - 1990 : Flávia Salvi - 1991 : Cláudia Carceroni Saintagne - 1992 : Cláudia Carceroni Saintagne - 1993 : Carla Camargo Gardenal - 1994 : Ieda Botelho - 1995 : Rosane Minervino - 1996 : Ieda Botelho - 1997 : Alessandra dos Santos - 1998 : Janildes Fernandes - 1999 : Janildes Fernandes - 2000 : Janildes Fernandes - 2001 : Jaqueline Mantovani - 2002 : Cláudia Carceroni Saintagne | - 2003 : Ana Cristina Matto - 2004 : Cláudia Carceroni Saintagne - 2005 : Luciene Silva - 2006 : Débora Gerhard - 2007 : Luciene Silva - 2008 : Camila Coelho - 2009 : Débora Gerhard - 2010 : Débora Gerhard - 2011 : Fernanda da Silva (en) - 2012 : Luciene Silva - 2013 : Fernanda Souza - 2014 : Camila Coelho - 2015 : Camila Coelho |